# Tuborg
Tuborg è una società danese produttrice di birra fondata nel 1873 e finanziata da Carl Frederik Tietgen.

## Storia
Nel 1873 un gruppo di finanziari e banchieri si riunì per allestire un cantiere edilizio a nord di Copenaghen, proprietà del signor Jonas Thue, chiamata Thuesborg (castello di Thue).
In seguito l'area cambiò nome da Thuesborg a Tuborg.
Il 13 maggio 1873 venne considerato l'anniversario della nascita ufficiale della Tuborg, perché vide la nascita di Tuborg Factories Ltd.
Philip W. Heyman, direttore della Tuborg dal 1880, fu un personaggio molto importante poiché cedette le attività non remunerative della Tuborg Factories e concentrò gli sforzi su quella più redditizia: produzione e vendita della birra.
Si fuse con la United Breweries nel 1894 che dopo entrò tramite un accordo con Carlsberg nel 1903.
Nel 1970 fu acquisita definitivamente da Carlsberg.
Oggi, sono impegnati in una esportazione globale del prodotto.
La società è entrata di recente nel mercato irlandese.

## Marchi
I marchi del gruppo Tuborg sono venduti in 31 paesi:
- Tuborg Green
- Tuborg Lemon
- Tuborg Christmas beer
- Tuborg Gold
- Tuborg Red
- Tuborg Twist
- Tuborg Black